# Meczet Kongo
Meczet Kongo – najstarszy meczet w Kenii, przy plaży Diani Beach w pobliżu miasta Msambweni.

## Historia
Nazwa meczetu pochodzi od Lasów Kongo lub od pochowanego tamże muzułmanina Swaddiqa Kongo. Świątynia jest nazywana także Perskim Meczetem Diani lub meczetem Shirazi. Przyjmuje się, że pochodzi z XVI, XV lub nawet z XIV wieku – jest zapewne pierwszym meczetem powstałym w Afryce Wschodniej, a z pewnością pierwszym na terenie Kenii. Możliwe, że jest to jedyny zachowany obiekt z czasów osadnictwa ludu Wa-shirazi. W XX wieku przeprowadzono prace rewitalizacyjne –  biznesmen z Mombasy odrestaurował świątynię w 1975 roku w akcie pobożności. Meczet został uznany za zabytek (National Monument of Kenya) w 1983 roku.
W 2012 roku meczet został oddany lokalnej społeczności Kwale. Świątynia zachowała się w dobrym stanie. Nadal służy do celów religijnych. Jest dostępna dla turystów pod opieką przewodnika.

## Architektura
Świątynia została wzniesiona z kamienia (wapień koralowy); znajduje się w pobliżu ujścia rzeki Mwachema, przy plaży pośród baobabów, jest otoczona ogrodzeniem. Przypomina grobowiec. Do wnętrza prowadzi pięcioro bądź siedmioro masywnych drewnianych drzwi. Pomieszczenia wewnątrz nakrywa sklepienie beczułkowe – jest to jedyny przykład takiego sklepienia meczetu na całym wschodnim wybrzeżu.